# Albrecht-Kossel-Preis
Der Albrecht-Kossel-Preis ist ein Preis für Biochemie, der seit 2014 von der Gesellschaft Deutscher Chemiker verliehen wird. Er ist nach dem Nobelpreisträger Albrecht Kossel benannt und mit 7500 Euro dotiert.

## Preisträger
- 2014 Roland Lill für seine herausragenden und innovativen Beiträge zur Aufklärung der Biosynthese von Eisen-Schwefel-Cluster-Proteinen vor allem in Mitochondrien und im Cytosol (Laudatio)
- 2016 Johannes Buchner für seine grundlegende Erforschung der Proteinfaltung in lebenden Zellen
- 2018 Annette Beck-Sickinger für ihre Forschung zur Peptid-Protein-Interaktion
- 2020 Marina Rodnina für ihre Forschung zur Funktion des Ribosoms
- 2022 Andres Jäschke für seine Arbeiten zur chemischen Biologie der Nukleinsäuren
- 2024 Andreas Marx für seine wegweisenden Beiträge in der Chemischen Biologie[1]